# Cimetière de Mount Olivet (Washington, district de Columbia)
Pour les articles homonymes, voir Cimetière Mount Olivet.
Le cimetière de Mount Olivet est un cimetière historique situé au 1300 Bladensburg Road, NE, à Washington. Il est maintenu par l'archidiocèse catholique de Washington. Le plus grand cimetière catholique dans le district de Columbia, il est l'un des premiers dans la ville à être intégré au plan racial.

## Sur le cimetière

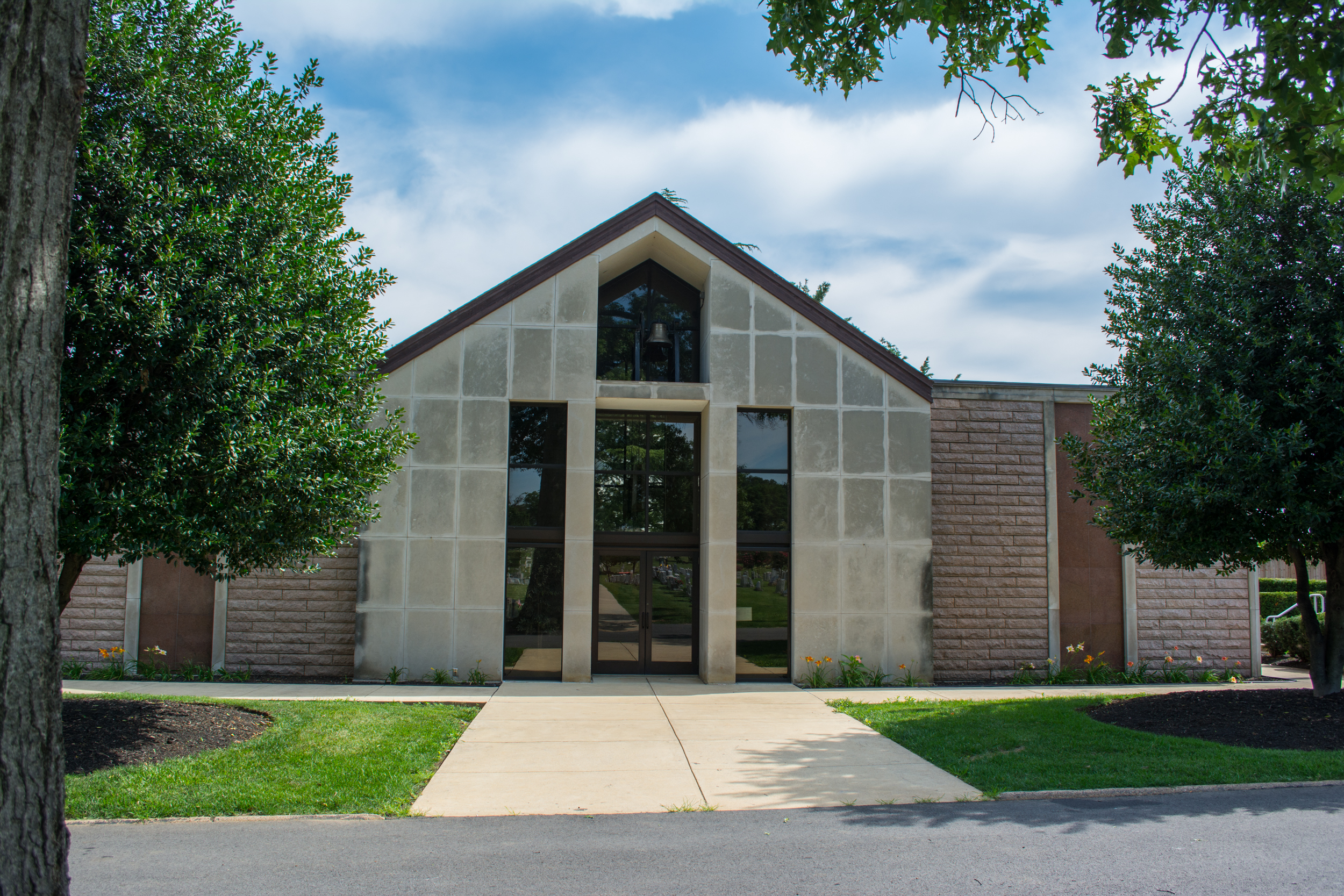
Chapelle au cimetière du Mount Olivet.

Le 5 juin 1852, le conseil de la ville de Washington, dans le district de Columbia adopte une ordonnance locale qui interdit la création de nouveaux cimetières à l'intérieur de Georgetown ou de la région délimitée par la Boundary Street (nord-ouest et nord-est), 15th Street (est), Est Capitol Street, la rivière Anacostia, le fleuve Potomac, et le Rock Creek. Les cimetières catholiques existants à la cathédrale Saint-Matthieu, l'église catholique St. Patrick et l'église catholique St. Peter sont presque pleins. Un certain nombre de nouveaux cimetières sont donc créés dans les zones « rurales » et autour de Washington : le cimetière de Colombian Harmony à Washington ; le cimetière de Gate of Heaven à Silver Spring, dans le Maryland ; le cimetière de Glenwood dans le district de Columbia ; et le cimetière de Woodlawn dans le district de Columbia. Le père Charles I. White, prêtre de 51 ans qui dirige l'église catholique romaine de St. Matthew depuis 1857, est la personne la plus responsable pour la création de Mt. Olivet.
Le cimetière est créé en 1858,. L'archidiocèse catholique romain de Baltimore, qui couvrent alors le district de Columbia, achète les 40 acres (0,1618742568 km2) de la ferme Fenwick pour y fonder le cimetière. Une maison de pierre grise est construite pour marquer l'entrée. Parce que les lieux de sépulture des églises de St. Matthew, St. Patrick et St. Peter sont tous pleins en cette époque, un certain nombre de tombes sont déplacées vers le nouveau cimetière de Mount Olivet pour faire de la place dans les cimetières anciens pour de nouvelles inhumations.
Le cimetière de Mount Auburn, un cimetière paysager, près de Boston, dans le Massachusetts, est le modèle pour celui de Mount Olivet. À la fin du 19e et au début du XXe siècle, Mount Olivet est connu comme l'un des « big five » (top cinq) cimetières de Washington.
Dès le début, Mount Olivet est intégré au plan racial. La plupart des cimetières de la ville ne l'étaient pas. Plus de 7700 Afro-Américains sont enterrés à Mount Olivet, entre 1800 et 1919 (environ 7,6 pour cent de toutes les sépultures afro-américaines). En comparaison, 24000 blancs y sont inhumés au cours de la même période. Mount Olivet reste le seul cimetière racialement intégré du XIXe siècle à rester actif en 1989.

## Sépultures notables
- Arizona John Burke (1842-1917),  promoteur, agent de presse, et le manager qui a créé le personnage et géré la carrière de William Frederick "Buffalo Bill" Cody[11]
- Thomas H. Carter (1854-1911) sénateur des États-Unis (R, Montana)[12]
- James Hoban (c.1758-1831) architecte de la Maison-Blanche, maître fondateur de loge fédérale N° 1
- Jan Karski (1914-2000), combattant de la résistance polonaise de la seconde guerre mondiale et, plus tard, professeur à l'université de Georgetown. Marié à Pola Nirenska
- Watty Lee (1879-1936), joueur de la ligue majeure de baseball
- John M. Lloyd (c.1835/36–1892), témoin gouvernemental lors de l'assassinat de Lincoln
- William Matthews (1770-1854), septième président du Georgetown College et premier prêtre catholique né britannico-américain
- Joseph McKenna (1843-1926), juge de la cour suprême des États-Unis
- James Mooney (1861-1921), ethnologue, a écrit à propos des mythes Cherokees et de la Ghost Dance
- Pola Nirenska (1910-1992), danseuse, chorégraphe, survivante de l'Holocauste. Mariée à Jan Karski.
- Robert Emmet Odlum (1851-1885), la première personne à sauter du pont de Brooklyn
- Francisco Pizarro Martínez (1787-1840), ambassadeur mexicain aux États-Unis (1837-1840).
- Thomas Devin Reilly (1823-1854), nationaliste Irlandais impliqué dans le mouvement de la jeune Irlande
- Charlie Ross (1885-1950), secrétaire de presse d'Harry S. Truman
- Mary Surratt (1823-1865), conspiratrice lors de l'assassinat de Lincoln
- Henry Wirz (1822-1865), officier confédéré et reconnu coupable de crimes de guerre
- Robert Wynne (1851-1922), postmaster général des États-Unis
- Un tombe de guerre du Commonwealth britannique de l'armée canadienne d'un soldat de la seconde guerre mondiale[13].